# Савёловский проезд
Савёловский проезд — улица на севере Москвы в районе Марьина Роща Северо-Восточного административного округа, между улицей Сущёвский Вал и Стрелецкой улицей. До 1956 года — Софийский проезд, по церкви Святой Софии на Миусском кладбище. Современное название дано по расположению вблизи Савёловского вокзала.

## Расположение
Савёловский проезд начинается от улицы Сущёвский Вал и проходит на север вдоль Миусского кладбища (справа) до Стрелецкой улицы.

## Учреждения и организации
- Дом 10, строение 16 — «Дико» (похоронные принадлежности).
- Дом 8, строение 1 — Огласительная школа (церковная школа для взрослых) храма святых Веры, Надежды, Любови и Софии.